# 山田風゜助
山田 風゜助（やまだ ぷーすけ、1959年 - ）は、日本のアダルトビデオ監督。
東京都出身。別名で一般向け作品も手掛けている。女優の顔と性器を立体的に撮影する「まんぐり返し」と称する手法を確立した。

## 来歴
- 1985年、テレビ制作会社退社後独立。フリーのディレクター､プロデューサーとして活動。アダルトビデオ創成期のころにアリスJAPAN、VIP（現アトラスにじゅういち）、KUKIなどの作品を多数監督するようになる。
- 2000年～2004年頃、一般作品に重点をシフトしたためかアダルト作品が見られなくなったが、
- 2005年頃から光夜蝶、ワンズファクトリー、MOODYZ作品などでアダルトビデオ監督しての活動を再開している。

## 主な監督作品

### アダルトビデオ
- 『淫獣~こいつは牝だ!!~』柴田はるか（1992年3月20日、アリスJAPAN）
- 『その気にさせて』香水ちあき（1994年1月26日、KUKI）
- 『新東京ラブストーリー なんだかアソコがトレンディ。』森瀬かおり（1997年9月9日、VIP）
- 『痙攣ドラッグ電マ失禁FUCK!』峰なゆか（2007年7月1日、MOODYZ）
- 『パイパンメイドこころ』五十嵐こころ（2008年1月1日、ワンズファクトリー）